# Пешчане дине Фелепхазе
Пешчане дине Фелепхазе (мађ. Fülöpházi homokbuckák) или велике дине Филепхазе су подручје заштите природе од посебног значаја у Мађарској под шифром HUKN20011, и део су Националног парка Кишкуншаг од његовог оснивања 1975. године. Пешћане дине се простиру од Кишкуншага, 20 километара од границе са Кечкеметом ,па до западног дела Филепхазе.

## Опис
Заштићено подручје површине 1992 хектара једна је од зона живог песка у пешчаној спруди Кишкуншаг, већином је прекривена песком која је нанесена ветром. Надморска висина брда овде варира између 117 и 130 метара. 
Као резултат рада на геолошком профилисању, познато је да је фини песковити лес помешан са ситним и ситнозрним живим песком наталожен између 1 и 9 метара дубине на слоју ситнозрног живог песка који се протеже до 9-10 метара дубине. Горњи слој земље од 5-30 cm формиран је живим песком који се уноси са околних брда на врх слоја карбонатног муља од 60-70 cm (или доломитног блата). Највећа величина зрна живог песка Фулопхаза је 0,8, а просечна величина зрна између 0,1-0,5 милиметара. У околини се могу уочити готово сви морфолошки типови песковитих акумулација: Пешчани гребени (пешчани таласи), пешчани наноси који се нагомилавају у правцу ветра на природним препрекама и пешчане дине нанесене и изграђене ветром, типично потковичастог облика, које се и данас крећу захваљујући раду ветра. Релативна висина највећих хумки Филипхазе достиже до 20-25 метара, њихова оса је оријентисана северозапад-југоисток према преовлађујућем правцу ветра, а њихово кретање карактерише напредак од 0,5-1,0 метара/годишње.

### Флора
На површини већ успостављених пешчаних дина доминира биљна заједница пешчаног вијука, иначе је вегетација оскудна. Њене вредније биљне врсте су лежећи сунцокрет (Fumana procumbens), касни каранфил (Dianthus serotinus), пешчани зумбул (Onosma arenaria), перасто ковиље (Stipa pennata), патуљаста ефедра (Ephedra distachya) и плави трновит (Ephedra distachya) и плави трновит рутхериницус (Echinops ritro subsp. ruthenicus). 

### Фауна
Фауна је првенствено богата птичјим врстама, међу којима су обична плиска (Burhinus oedicnemus), пољска птица (Anthus campestris), модроврана (Coracias garrulus), пупавац (Upupa epops), мали шкрачак (Lanius minor), а међу гмизавцима пешчани гуштер (Podarcis tauricus).
Источно од брежуљака, у оквиру њихове заштите, простирало се језеро Сапанош сек или Сапан сек, дубоко неколико дециметара, које је било једно од најсланијих језера у Мађарској са садржајем соли од 70 хиљада mg/l (1976). Због општег снижавања нивоа подземних вода, у новом миленијуму у кориту реке има воде само повремено, током кишне сезоне, али је њен садржај соли знатно мањи него раније (598 mg/l, 2004).